# Cal Manel (Vinaixa)
Cal Manel és una obra de Vinaixa (Garrigues) inclosa a l'Inventari del Patrimoni Arquitectònic de Catalunya.

## Descripció
Edifici de planta baixa i dos pisos cobert amb teula àrab. Està fet de grans carreus ben escairats, a excepció de l'últm pis, fruit segurament d'una segona campanya constructiva, ja que està arrebossat. Té dues entrades, un arc de mig punt amb dovelles i una segona allindada. Les obertures dels pisos són dues, allindanades, rectangulars i de grans dimensions. Destaquem les del primer pis, amb ampits motllurats de tipus renaixentista.
Pel que fa l'interior, està totalment modificat. Només hi ha una petita arcada d'accés a l'estable i al celler, on hi ha la data de 1861.

## Història
El pis superior fou aixecat vers 1979.